# Berlin (Wisconsin)
Berlin è un comune degli Stati Uniti, situato in Wisconsin, nella Contea di Green Lake e in una piccola parte nella Contea di Waushara.